# Kevin Wehrs
Kevin Wehrs (* 7. April 1988 in Plymouth, Minnesota) ist ein US-amerikanischer Eishockeyspieler mit ungarischer Staatsbürgerschaft, der seit September 2018 beim EC Bad Tölz in der DEL2 unter Vertrag steht.

## Karriere
Kevin Wehrs spielte mit der Nummer 2 für die Cedar Rapids RoughRiders in der Top-US-Juniorenliga United States Hockey League (USHL), gewann mit der Mannschaft 2005 den Meistertitel und wurde ins USHL First All-Star Team gewählt. Von 2007 bis 2011 spielte er für die Golden Gophers der University of Minnesota in der National Collegiate Athletic Association (NCAA) neben späteren NHL-Spielern wie Blake Wheeler und Nick Bjugstad. Dort gelang dem Offensivverteidiger in der Saison 2009/10 in seinem 79. Spiel sein erstes NCAA-Tor gegen die Alaska Anchorage Seawolves.
Seit 2011 spielt Wehrs in Europa und bestritt seine erste Spielzeit beim norwegischen Erstligisten Lillehammer IK, mit dem er das Halbfinale der GET-ligaen erreichen konnte. 2012 bis 2014 kam er für den rumänischen Club ASC Corona 2010 Brașov in der Rumänischen- und internationalen MOL Liga zum Einsatz. Mit Brașov wurde er 2013 Rumänischer Vizemeister und 2014 Rumänischer Meister, zudem konnte die Mannschaft 2014 auch das MOL-Finale erreichen.  
2014 bis 2016 verbrachte er zwei Spielzeiten beim ungarischen Verein Alba Volán Székesfehérvár in der internationalen Erste Bank Eishockey Liga (EBEL). Die Mannschaft blieb zwar erfolglos, doch erzielte Wehrs in beiden Spielzeiten 49 Punkte und eine positive Plus/Minus-Bilanz. Nach Erhalt der ungarischen Staatsbürgerschaft kam er auch im Ungarischen Nationalteam bei der Weltmeisterschaft 2016 zum Einsatz.
Im Juni 2016 gab der EBEL-Rivale EC VSV aus Österreich bekannt, seinen letzten Platz in der Abwehr mit Kevin Wehrs besetzt zu haben. Nach der Saison erhielt Wehrs kein erneutes Vertragsangebot von Villach, sondern wurde vom HC Innsbruck als Ersatz für den Verletzten Lubomír Štach unter Vertrag genommen.
Zur Saison 2018/19 wechselte er in die DEL2 zum EC Bad Tölz.

## Karrierestatistik
(Legende zur Spielerstatistik: Sp oder GP = absolvierte Spiele; T oder G = erzielte Tore; V oder A = erzielte Assists; Pkt oder Pts = erzielte Scorerpunkte; SM oder PIM = erhaltene Strafminuten; +/− = Plus/Minus-Bilanz; PP = erzielte Überzahltore; SH = erzielte Unterzahltore; GW = erzielte Siegtore; 1 Play-downs/Relegation; Kursiv: Statistik nicht vollständig)